# Champions Trophy vrouwen 2004
De Champions Trophy voor vrouwen werd in 2004 gehouden in het Argentijnse Rosario. Het toernooi werd gehouden van 6 tot en met 14 november. De Nederlandse vrouwen wonnen deze twaalfde editie.

## Geplaatste landen
De deelnemende landen worden bepaald door de FIH. Geplaatst waren het gastland, de titelverdediger, de olympisch kampioen en de wereldkampioen. Het deelnemersveld werd tot 6 aangevuld op basis van de prestaties op de Olympische Spelen van 2004.
- Argentinië (gastland en wereldkampioen)
- Australië (titelverdediger)
- Duitsland (olympisch kampioen)
- Nederland (tweede op de Olympische Spelen)
- China (vierde op de Olympische Spelen)
- Nieuw-Zeeland (zesde op de Olympische Spelen)

## Uitslagen
Alle tijden zijn in de lokale tijd UTC−3.

### Eerste ronde
De nummers 1 en 2 spelen de finale, de nummers 3 en 4 om het brons en de nummers 5 en 6 om de 5e en 6e plaats.
| Team          | GS | W | G | V | DV | DT | DS  | Ptn |
| ------------- | -- | - | - | - | -- | -- | --- | --- |
| Nederland     | 5  | 3 | 2 | 0 | 9  | 2  | +7  | 11  |
| Duitsland     | 5  | 3 | 2 | 0 | 8  | 4  | +4  | 11  |
| Argentinië    | 5  | 3 | 1 | 1 | 16 | 3  | +13 | 10  |
| Australië     | 5  | 2 | 0 | 3 | 6  | 8  | −2  | 6   |
| Nieuw-Zeeland | 5  | 0 | 2 | 3 | 3  | 16 | −13 | 2   |
| China         | 5  | 0 | 1 | 4 | 2  | 11 | −9  | 1   |

| 6 november 2004 13:45 |                      |           |                                                               |
| China                 | 0 – 2                | Nederland | Scheidsrechters: Soledad Iparraguirre (ARG) Alison Hill (ENG) |
|                       | (verslag)[dode link] |           | Scheidsrechters: Soledad Iparraguirre (ARG) Alison Hill (ENG) |

| 6 november 2004 16:00 |                      |           |                                                               |
| Australië             | 0 – 1                | Duitsland | Scheidsrechters: Carolina de la Fuente (ARG) Anne McRae (SCO) |
|                       | (verslag)[dode link] |           | Scheidsrechters: Carolina de la Fuente (ARG) Anne McRae (SCO) |

| 6 november 2004 18:15 |                      |               |                                                        |
| Argentinië            | 6 – 0                | Nieuw-Zeeland | Scheidsrechters: Kazuko Yasueda (JPN) Lisa Roach (AUS) |
|                       | (verslag)[dode link] |               | Scheidsrechters: Kazuko Yasueda (JPN) Lisa Roach (AUS) |

| 7 november 2004 16:00 |                      |           |                                                                 |
| Nederland             | 2 – 1                | Australië | Scheidsrechters: Soledad Iparraguirre (ARG) Mónica Rivera Fraga |
|                       | (verslag)[dode link] |           | Scheidsrechters: Soledad Iparraguirre (ARG) Mónica Rivera Fraga |

| 7 november 2004 18:15 |                      |       |                                                                      |
| Nieuw-Zeeland         | 1 – 1                | China | Scheidsrechters: Corrine Cornelius (RSA) Carolina de la Fuente (ARG) |
|                       | (verslag)[dode link] |       | Scheidsrechters: Corrine Cornelius (RSA) Carolina de la Fuente (ARG) |

| 7 november 2004 21:15 |                      |            |                                                         |
| Duitsland             | 2 – 0                | Argentinië | Scheidsrechters: Alison Hill (ENG) Kazuko Yasueda (JPN) |
|                       | (verslag)[dode link] |            | Scheidsrechters: Alison Hill (ENG) Kazuko Yasueda (JPN) |

| 9 november 2004 16:00 |                      |           |                                                                     |
| China                 | 1 – 2                | Duitsland | Scheidsrechters: Soledad Iparraguirre (ARG) Corrine Cornelius (RSA) |
|                       | (verslag)[dode link] |           | Scheidsrechters: Soledad Iparraguirre (ARG) Corrine Cornelius (RSA) |

| 9 november 2004 18:15 |                      |           |                                                    |
| Nieuw-Zeeland         | 0 – 4                | Nederland | Scheidsrechters: Anne McRae (SCO) Lisa Roach (AUS) |
|                       | (verslag)[dode link] |           | Scheidsrechters: Anne McRae (SCO) Lisa Roach (AUS) |

| 9 november 2004 21:15 |                      |            |                                                              |
| Australië             | 1 – 5                | Argentinië | Scheidsrechters: Alison Hill (ENG) Mónica Rivera Fraga (ESP) |
|                       | (verslag)[dode link] |            | Scheidsrechters: Alison Hill (ENG) Mónica Rivera Fraga (ESP) |

| 11 november 2004 16:00 |                      |               |                                                        |
| Duitsland              | 2 – 2                | Nieuw-Zeeland | Scheidsrechters: Anne McRae (SCO) Kazuko Yasueda (JPN) |
|                        | (verslag)[dode link] |               | Scheidsrechters: Anne McRae (SCO) Kazuko Yasueda (JPN) |

| 11 november 2004 18:15 |                      |           |                                                                         |
| China                  | 0 – 1                | Australië | Scheidsrechters: Carolina de la Fuente (ARG) Soledad Iparraguirre (ARG) |
|                        | (verslag)[dode link] |           | Scheidsrechters: Carolina de la Fuente (ARG) Soledad Iparraguirre (ARG) |

| 11 november 2004 21:15 |                      |           |                                                              |
| Argentinië             | 0 – 0                | Nederland | Scheidsrechters: Alison Hill (ENG) Mónica Rivera Fraga (ESP) |
|                        | (verslag)[dode link] |           | Scheidsrechters: Alison Hill (ENG) Mónica Rivera Fraga (ESP) |

| 13 november 2004 13:45 |                      |           |                                                                      |
| Nieuw-Zeeland          | 0 – 3                | Australië | Scheidsrechters: Corrine Cornelius (RSA) Carolina de la Fuente (ARG) |
|                        | (verslag)[dode link] |           | Scheidsrechters: Corrine Cornelius (RSA) Carolina de la Fuente (ARG) |

| 13 november 2004 16:00 |                      |           |                                                                       |
| Nederland              | 1 – 1                | Duitsland | Scheidsrechters: Soledad Iparraguirre (ARG) Mónica Rivera Fraga (ESP) |
|                        | (verslag)[dode link] |           | Scheidsrechters: Soledad Iparraguirre (ARG) Mónica Rivera Fraga (ESP) |

| 13 november 2004 18:15 |                      |       |                                                        |
| Argentinië             | 5 – 0                | China | Scheidsrechters: Lisa Roach (AUS) Kazuko Yasueda (JPN) |
|                        | (verslag)[dode link] |       | Scheidsrechters: Lisa Roach (AUS) Kazuko Yasueda (JPN) |

### Plaatsingswedstrijden
Om de 5e/6e plaats
| 14 november 2004 16:15 |                      |       |                                                           |
| Nieuw-Zeeland          | 0 – 3                | China | Scheidsrechters: Corrine Cornelius (RSA) Lisa Roach (AUS) |
|                        | (verslag)[dode link] |       | Scheidsrechters: Corrine Cornelius (RSA) Lisa Roach (AUS) |

Om de 3e/4e plaats
| 14 november 2004 18:45 |                      |           |                                                         |
| Argentinië             | 3 – 2                | Australië | Scheidsrechters: Alison Hill (ENG) Kazuko Yasueda (JPN) |
|                        | (verslag)[dode link] |           | Scheidsrechters: Alison Hill (ENG) Kazuko Yasueda (JPN) |

Finale
| 14 november 2004 21:15 |       |           |                                                                          |
| Nederland              | 2 – 0 | Duitsland | Scheidsrechters: Carolina de la Fuente (ARG) Soledad Iparraguirre (ARG)) |
|                        |       |           | Scheidsrechters: Carolina de la Fuente (ARG) Soledad Iparraguirre (ARG)) |

## Selecties
Argentinië
- ( 1.) Mariela Antoniska
- ( 3.) Magdalena Aicega 
- ( 4.) María Paz Ferrari
- ( 6.) Ayelén Stepnik
- ( 7.) Alejandra Gulla
- ( 8.) Luciana Aymar
- ( 9.) Vanina Oneto

- (10.) Soledad García
- (12.) Mariana González
- (14.) Mercedes Margalot
- (15.) María de la Paz
- (16.) Cecilia Rognoni
- (19.) Mariné Russo
- (20.) Carla Rebecchi

- (21.) Inés Arrondo
- (22.) Ángela Cattaneo
- (23.) Natali Doreski
- (24.) Claudia Burkart
- Bondscoach

Sergio Vigil
 Australië
- ( 1.) Toni Cronk
- ( 3.) Karen Smith
- ( 5.) Ngaire Smith
- ( 6.) Megan Rivers
- ( 7.) Peta Gallagher
- ( 8.) Susie Harris
- ( 9.) Rebecca Sanders

- (11.) Emily Halliday
- (12.) Madonna Blyth
- (14.) Nicole Arrold
- (16.) Cindy Morgan
- (18.) Emma Meyer
- (19.) Donna-Lee Patrick
- (21.) Hope Munro

- (26.) Ursula Ditton
- (27.) Suzie Faulkner
- (29.) Teneal Attard
- (32.) Nikki Hudson 
- Bondscoach

David Bell
 China
- ( 2.) Xuejiao Huang
- ( 4.) Ma Yibo
- ( 6.) Mai Shaoyan
- ( 8.) Fu Baorong
- ( 9.) Li Shuang
- (10.) Gao Lihua
- (12.) Zhou Wanfeng 

- (14.) Chen Qunqing
- (16.) Zhang Yimeng
- (17.) Qiu Yingling
- (19.) Chen Qiuqi
- (20.) Wang Yi
- (22.) Li Aili
- (24.) Song Qingling

- (27.) Yu Dan
- (28.) Wang Yanhui
- (32.) Zhang Xiaolei
- Bondscoach

Kim Chang-back
 Duitsland
- ( 1.) Yvonne Frank
- ( 2.) Tina Bachmann
- ( 3.) Inga Matthes
- ( 5.) Nadine Ernsting-Krienke
- ( 7.) Natascha Keller
- ( 8.) Kerstin Hoyer
- ( 9.) Martina Heinlein

- (10.) Silke Müller
- (11.) Eileen Hoffmann
- (12.) Karin Blank
- (13.) Marion Rodewald 
- (15.) Janina Totzke
- (16.) Fanny Rinne
- (18.) Anke Kühn

- (19.) Britta von Livonius
- (20.) Alexandra Kollmar
- (24.) Maike Stöckel
- (26.) Christina Schütze
- Bondscoach

Markus Weise
 Nederland
- ( 2.) Lisanne de Roever
- ( 3.) Mignonne Meekels
- ( 4.) Fatima Moreira de Melo
- ( 6.) Maartje Scheepstra
- ( 7.) Miek van Geenhuizen
- ( 8.) Jakolien van Eijk
- (10.) Saskia Fuchs

- (11.) Maartje Goderie
- (12.) Leonoor Voskamp
- (13.) Minke Smabers
- (14.) Minke Booij 
- (15.) Janneke Schopman
- (16.) Chantal de Bruijn
- (17.) Maartje Paumen

- (18.) Naomi van As
- (19.) Ellen Hoog
- (20.) Eveline de Haan
- (23.) Kim Lammers
- Bondscoach

Marc Lammers
 Nieuw-Zeeland
- ( 1.) Kayla Sharland
- ( 2.) Emily Naylor
- ( 3.) Karlie Maloney
- ( 4.) Jessica Brewster
- ( 5.) Rachel Sutherland
- ( 6.) Meredith Orr
- ( 7.) Moira Senior

- ( 9.) Honor Dillon
- (10.) Lizzy Igasan
- (11.) Stacey Carr
- (13.) Jo Galletly
- (15.) Beth Jurgeleit
- (18.) Diana Weavers 
- (21.) Niniwa Roberts-Lang

- (22.) Rachel Robertson
- (23.) Tara Draysdale
- (24.) Sheree Phillips
- (26.) Anita Wawatai
- Bondscoach

Ian Rutledge

## Scheidsrechters
- Corinne Cornelius
- Carolina de la Fuente
- Alison Hill
- Maria Soledad Iparraguirre

- Anne McRae
- Mónica Rivera Fraga
- Lisa Roach
- Kazuko Yasueda

## Topscorers
- In onderstaand overzicht zijn alleen de speelsters opgenomen met drie of meer treffers achter hun naam.

| № | Naam            | Land       | Goals |
| - | --------------- | ---------- | ----- |
| 1 | Alejandra Gulla | Argentinië | 6     |
| 2 | Kim Lammers     | Nederland  | 4     |
| 3 | Soledad García  | Argentinië | 3     |
|   | Suzie Faulkner  | Australië  | 3     |
|   | Cecilia Rognoni | Argentinië | 3     |

## Eindrangschikking
Het land dat als laatste eindigt, degradeert.
| rang   | land          |
| ------ | ------------- |
| Goud   | Nederland     |
| Zilver | Duitsland     |
| Brons  | Argentinië    |
| 4      | Australië     |
| 5      | China         |
| 6      | Nieuw-Zeeland |

Mannen:
Lahore 1978 ·
Karachi 1980 ·
Karachi 1981 ·
Amstelveen 1982 ·
Karachi 1983 ·
Karachi 1984 ·
Perth 1985 ·
Karachi 1986 ·
Amstelveen 1987 ·
Lahore 1988 ·
Berlijn 1989 ·
Melbourne 1990 ·
Berlijn 1991 ·
Karachi 1992 ·
Kuala Lumpur 1993 ·
Lahore 1994 ·
Berlijn 1995 ·
Chennai 1996 ·
Adelaide 1997 ·
Lahore 1998 ·
Brisbane 1999 ·
Amstelveen 2000 ·
Rotterdam 2001 ·
Keulen 2002 ·
Amstelveen 2003 ·
Lahore 2004 ·
Chennai 2005 ·
Barcelona 2006 ·
Kuala Lumpur 2007 ·
Rotterdam 2008 ·
Melbourne 2009 ·
Mönchengladbach 2010 ·
Auckland 2011 ·
Melbourne 2012 ·
Bhubaneswar 2014 ·
Londen 2016 ·
Breda 2018
Vrouwen:
Amstelveen 1987 ·
Frankfurt 1989 ·
Berlijn 1991 ·
Amstelveen 1993 ·
Mar del Plata 1995 ·
Berlijn 1997 ·
Brisbane 1999 ·
Amstelveen 2000 ·
Amstelveen 2001 ·
Macau 2002 ·
Sydney 2003 ·
Rosario 2004 ·
Canberra 2005 ·
Amstelveen 2006 ·
Quilmes 2007 ·
Mönchengladbach 2008 ·
Melbourne 2009 ·
Nottingham 2010 ·
Amstelveen 2011 ·
Rosario 2012 ·
Mendoza 2014 ·
Londen 2016 ·
Changzhou 2018